# (7677) Sawa
(7677) Sawa (1995 YP3) – planetoida z pasa głównego asteroid okrążająca Słońce w ciągu 3,8 lat w średniej odległości 2,43 j.a. Odkryta 27 grudnia 1995 roku.